# Thoracibidion buquetii
Thoracibidion buquetii là một loài bọ cánh cứng trong họ Cerambycidae.